# Barbier, Benard en Turenne
Barbier, Benard, en Turenne (BBT) is een in 1862 opgerichte onderneming, gespecialiseerd in de fabricage van vuurtorens, optische apparatuur en verlichtingssystemen. Het werd aan het einde van de 19e eeuw wereldleider op het gebied van vuurtorens en breidde zich in de 20e eeuw uit, maar werd in 1982 ontbonden.

## Geschiedenis
Het bedrijf werd in 1862 opgericht door Frederic Barbier en Stanislas Fenestre als Barbier en Fenestre. Het werd vervolgens Barbier et Cie vanaf 1887 en Barbier en Bénard vanaf 1889. In het begin van de 20e eeuw kreeg het uiteindelijk de definitieve naam Barbier, Benard, et Turenne. Het werd een naamloze vennootschap in 1919.

## Productie

### De vuurtorens
BBT begon zich te specialiseren in de productie van optische systemen voor vuurtorens, zoals het systeem van fresnellenzen. Het bedrijf breidde vervolgens zijn productie uit en voorzag steeds meer vuurtorens van apparatuur, zoals lenzen, verschillende rotatiemechanismen, waaronder gewichtsmechanismen en later rotatie op een kwikbad. Daarnaast produceerde het bedrijf boeien, metalen torens en misthoorns.
BBT was in staat om vuurtorens in hun geheel te bouwen, inclusief de toren, optische instrumenten en alle benodigde apparatuur. Aan het einde van de 19e eeuw was het wereldleider in de bouw van vuurtorens.
In 1923 ontwikkelde het bedrijf het naar zichzelf vermoede "BBT-gas". Dit gas zorgde voor verbeteringen in de kwaliteit van de gascompressie voor verlichting en de veiligheid.

### Diversificatie
BBT diversifieert door haar expertise op het gebied van optica, verlichting en bouw toe te passen in andere sectoren. Ze produceert onder andere luchtschijnwerpers, akoestische detectoren, stadion- en luchthavenverlichting, en straatlantaarns voor de openbare verlichting. Ze verwerft licenties voor operatielampen, microscopen, verrekijkers en magnetische kompassen.

## Locaties
De fabrieken van BBT waren voornamelijk gevestigd in de buurt van het Ourcq-kanaal in Parijs. Ook het hoofdkantoor bevond zich in Parijs. Het had faciliteiten in Nazelles (Indre-et-Loire) en Blanc-Misseron (Nord). BBT had gespecialiseerde fabrieken voor de productie van gas en straatlantaarns in Sfax en Marseille.

## Ontbinding
CIT-Alcatel neemt de activiteit van militaire productie, optische en laser telescopen over. Het bedrijf BBT wordt in 1982 ontbonden.

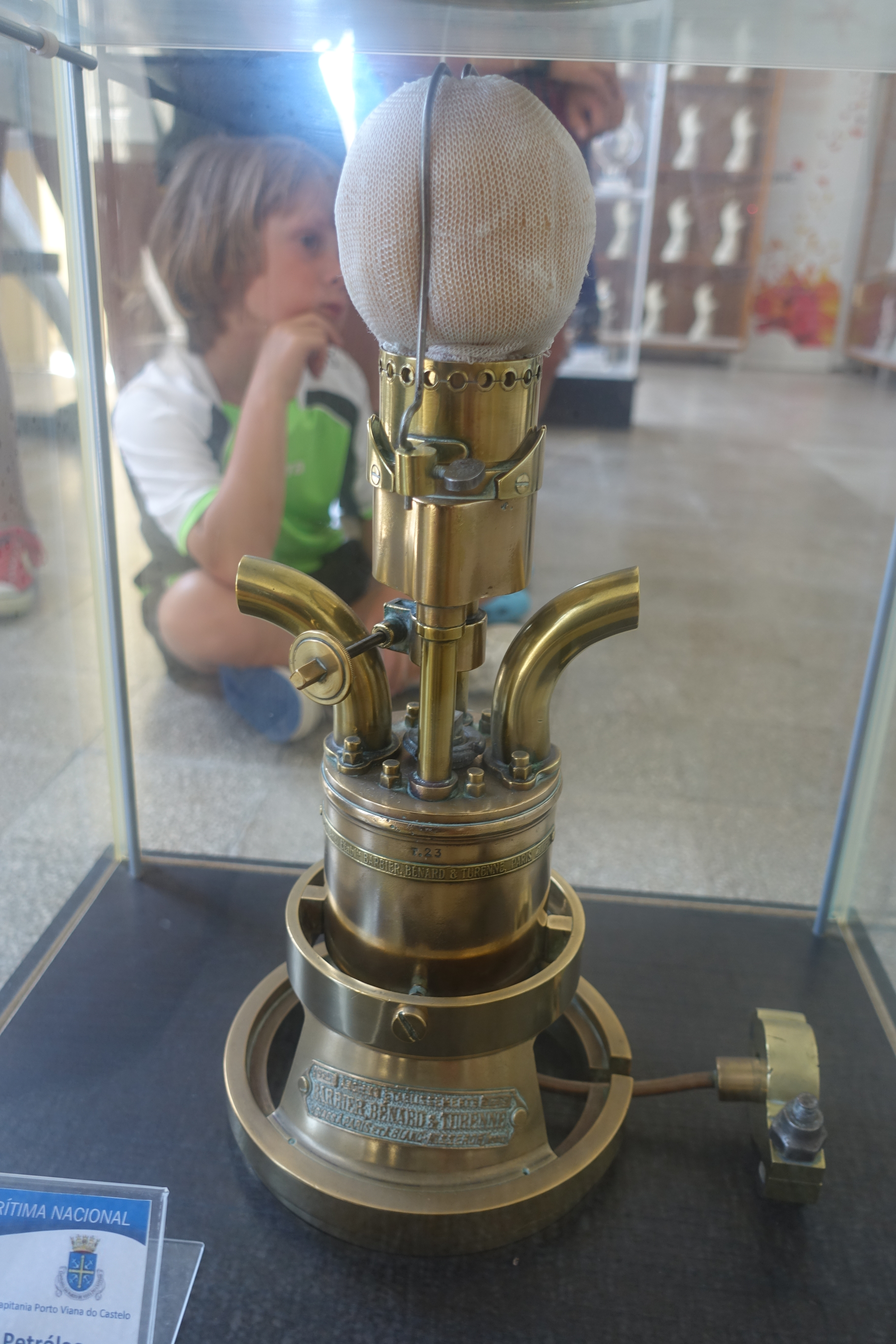
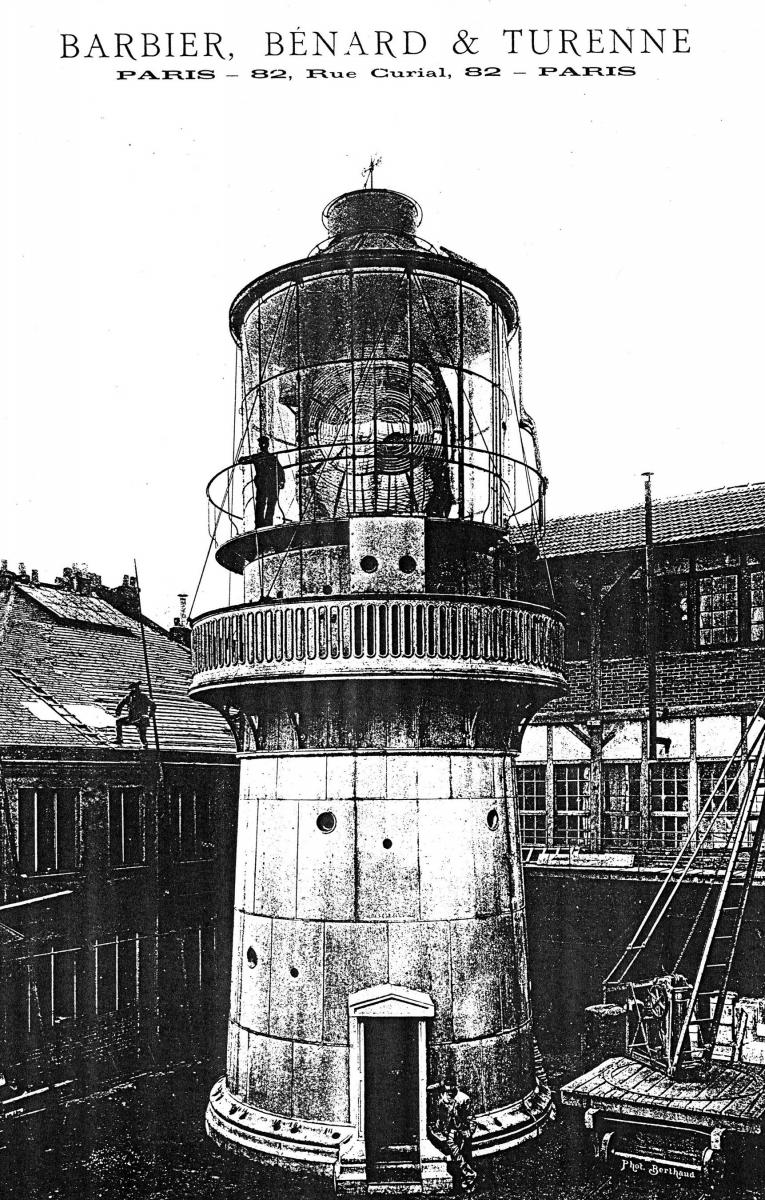
De gietijzeren toren en Hyperradiant-optiek voor de Beiyushan-vuurtoren, op de bouwplaats van BBT aan de Rue Curial, Parijs
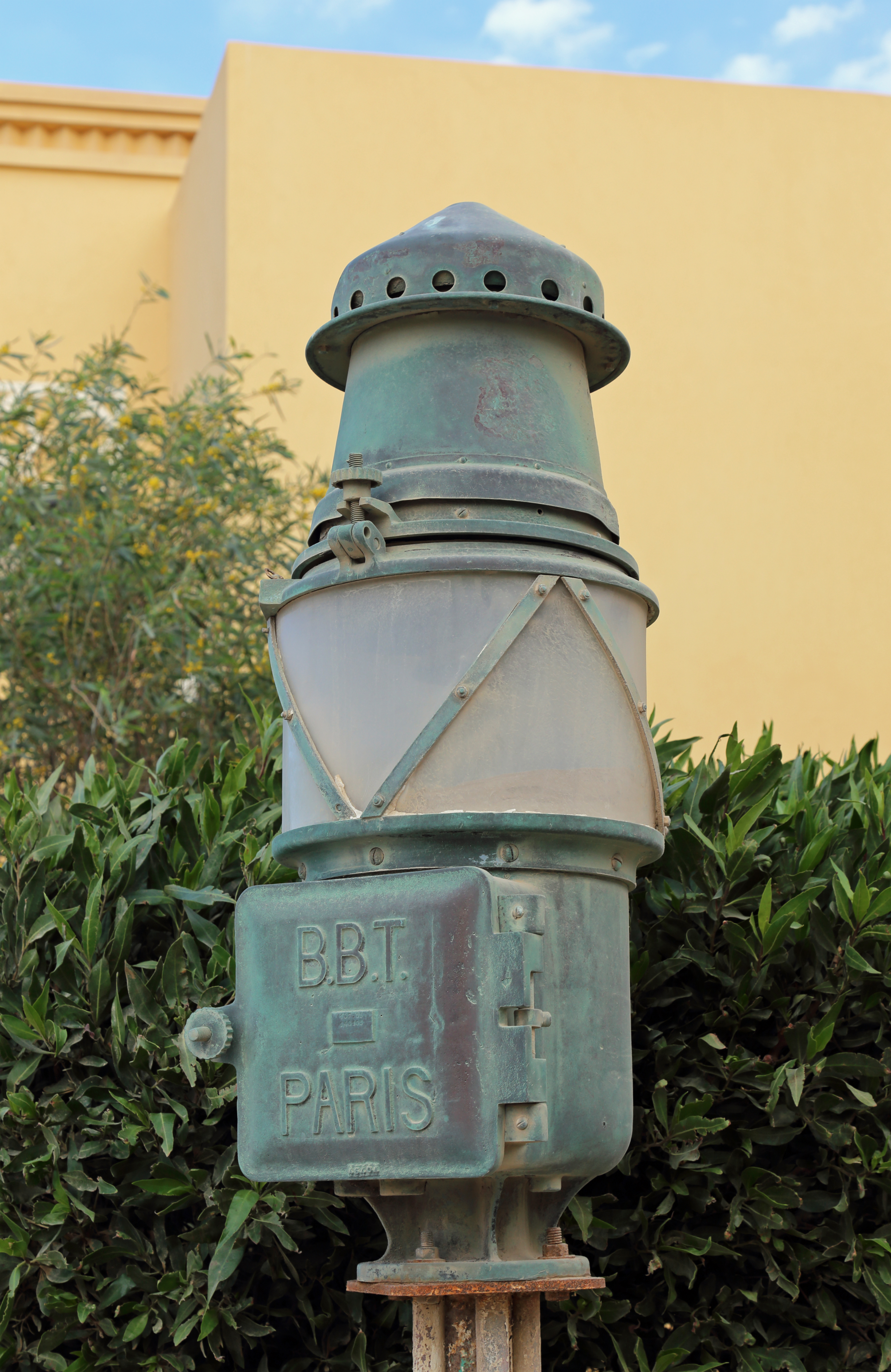
Een lantaarn gemaakt door het bedrijf BBT, geplaatst als historisch object in een straat in de Egyptische badplaats El Gouna